# Hydriomena nigrocastanea
Hydriomena nigrocastanea är en fjärilsart som beskrevs av Edward Alfred Cockayne 1953. Hydriomena nigrocastanea ingår i släktet Hydriomena och familjen mätare. Inga underarter finns listade i Catalogue of Life.